# ریموند بونی
ریموند بونی (انگلیسی: Raymond Bonney; ۵ آوریل ۱۸۹۲ – ۱۹ اکتبر ۱۹۶۴) بازیکن هاکی روی یخ اهل ایالات متحده آمریکا بود.